# 勒东站
勒东站，是法国的一个铁路车站，位于法国西部城市勒东。雷恩－勒东铁路和萨维奈－朗代尔诺铁路在此交汇，勒东站也是法国内地前往南布列塔尼方向的必经之路。

## 位置
勒东站位于勒东市区的中部，维莱讷河右岸。车站大致呈东西走向，开口朝北。
勒东站是法国西部一个重要的铁路枢纽。以勒东站为中心，分别拥有前往雷恩、南特和坎佩尔三个不同方向的复线电气化铁路。其中雷恩方向和南特方向之间拥有联络线，因此连接这两座城市的列车大部分都不停靠勒东站。

## 设施
勒东站设有人工售票窗口，其开放时间如下：
- 周一：5:40~19:00
- 周二至五：8:00~19:00
- 周六：9:00~18:00
- 周日及节假日：12:30~20:00

此外，勒东站还设有自动售票机等设施。

## 停靠线路
以下列车线路在勒东站停靠：
| 勒东站列车线路表        |      |                              |                     |              |
| 线路                    | 车种 | 上一站                       | 下一站              | 大致运行频率 |
| 巴黎—洛里昂/坎佩尔      | TGV  | 雷恩                         | 瓦讷                | 每天4趟左右  |
| 里尔—坎佩尔             | TGV  | 雷恩                         | 瓦讷                | 每天1趟      |
| 雷恩—瓦讷/洛里昂/坎佩尔 | TER  | 雷恩/梅萨克-基普里/贝雷      | 盖斯唐贝尔/瓦讷     | 每天6趟左右  |
| 勒东—洛里昂/坎佩尔      | TER  | （起点）                     | 马朗萨克/盖斯唐贝尔 | 每天6趟左右  |
| 南特—布雷斯特           | TER  | 萨韦奈                       | 瓦讷                | [ 註 3 ]     |
| 南特—坎佩尔             | TER  | 萨韦奈/蓬沙托/圣吉勒达代布瓦 | 盖斯唐贝尔/瓦讷     | 每天5趟左右  |
| 南特—勒东               | TER  | 圣吉勒达代布瓦               | （终点）            | 每天4趟左右  |
| 雷恩—南特               | TER  | 梅萨克-基普里                | 圣吉勒达代布瓦      | 每天1趟      |
| 雷恩—勒东               | TER  | 贝雷/马赛拉克                | （终点）            | 每天6趟左右  |
| 1. 2. 3.                |      |                              |                     |              |

## 配套交通

### 长途客车
| 停靠勒东站的大巴车 |                              |                                                                          |
| 上下车地点         | 运营单位                     | 主要目的地                                                               |
| 勒东站门口         | 卢瓦尔-大西洋省城际客运 LiLA | - T5线：圣日尔达-德布瓦、蓬沙托、圣纳泽尔                                |
| 勒东站门口         | SNCF Car TER                 | （当某条铁路线施工或罢工时，SNCF可能也会提供途径该线路沿途站点的大巴车） |
| 1. 2.              |                              |                                                                          |

### 市内交通
| 勒东附近的市内公共交通线路 |            | |
| 公交车站名称               | 位置       | 停靠线路 |
| La Gare                    | 勒东站门口 | - 市区公交（Bus Urbain）（环线）：勒东-昂热尔公园 ↔ 勒东-昂热尔公园 - 摆渡公交（Navette）（单向停靠）：圣尼科拉德勒东-水车 → 勒东-北角 |
| 1. 2. 3.                   |            | |

### 社会车辆
勒东站门口设有社会车辆停车场。

## 临近车站
| 勒东站（Gare de Redon）        |                      |              |
| 上行车站                       | 线路                 | 下行车站     |
| 马赛拉克站                     | 雷恩－勒东铁路       | （终点）     |
| 圣吉勒达代布瓦站               | 萨韦奈－朗代尔诺铁路 | 盖斯唐贝尔站 |
| - 本表仅显示运营中的线路及车站 |                      |              |